# Hericium
Герицій (Hericium) — рід грибів родини Hericiaceae. Назва вперше опублікована 1794 року.
В Україні зустрічається їстівний Герицій коралоподібний, включений до Червоної книги України (2009). До роду належить також їстівний гриб Герицій їжаковий, що вирощується у промислових масштабах. Цінується кухарями, оскільки їх смак нагадує лобстерів та морепродукти. 

## Галерея

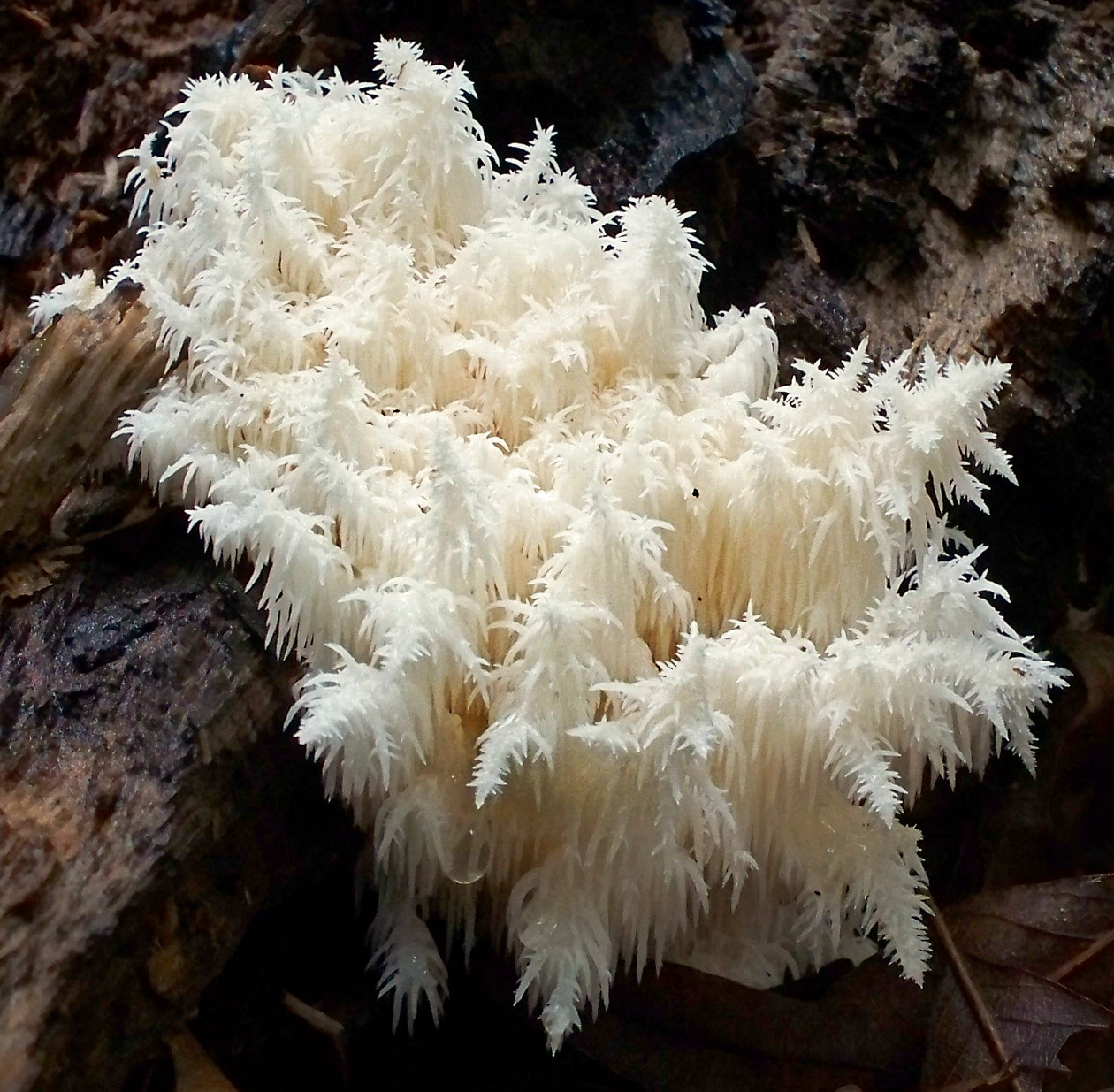
Герицій коралоподібний
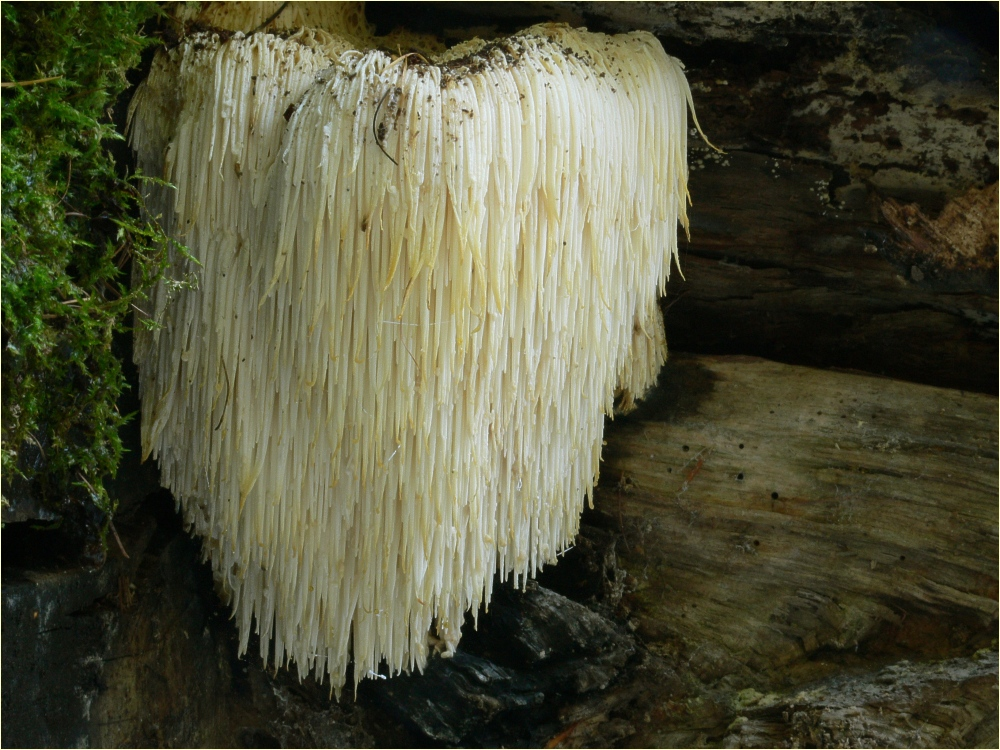
Hericium erinaceus
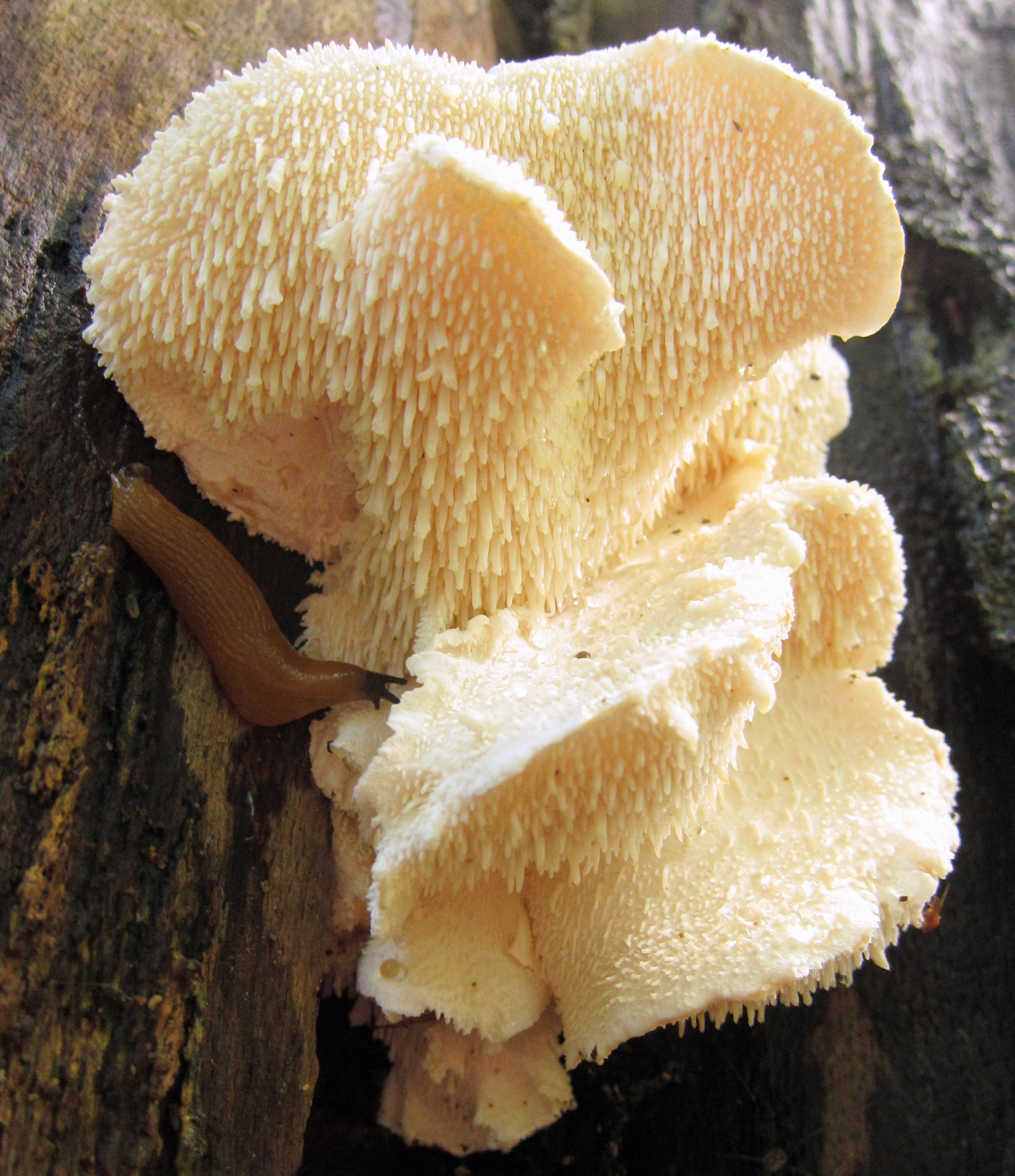
Hericium cirrhatum